# アシン・トーットゥンカル
アシン・トーットゥンカル (Asin Thottumkal、マラヤーラム語: അസിൻ തോട്ടുങ്കൽ、テルグ語: ఆసిన్, タミル語: அசின், デーヴァナーガリー表記：असिन 1986年10月26日 - ) は、インド出身の女優、モデル。彼女は結婚後の演技のキャリアを完了した。

## 主な出演作品
- Amma Nanna O Tamila Ammayi (2003年)
- M. Kumaran S/O Mahalakshmi (2004年)
- Ghajini (2005年)
- Pokkiri (2007年)
- ガージーニ Ghajini (2008年)[2]
- London Dreams (2009年)[3]
- Kaavalan (2011年)[4]
- Ready (2011年)
- Bol Bachchan (2012年)
- Housefull 2 (2012年)
- Khiladi 786 (2012年)
- All Is Well (2015年)